# Мария Аннунциата Австрийская
Мария Аннунциата Адельгейда Терезия Михаэла Каролина Луиза Пия Игнатия Австрийская (нем. Maria Annunziata Adelheid Theresia Michaela Karoline Luise Pia Ignatia von Österreich; 31 июля 1876, Райхенау-ан-дер-Ракс, Нойнкирхен — 8 апреля 1961, Вадуц) — старшая дочь Карла Людвига Австрийского от третьей жены, инфанты Португалии Марии Терезы.

## Биография
Мария Аннунциата была дочерью эрцгерцога Карла Людвига Австрийского и его третьей жены, инфанты Португальской Марии Терезии. В семье Марию Аннунциату всегда называли «Миана». Она была названа в честь второй жены своего отца.
В 1902 году герцог Зигфрид Август Баварский нанёс визит наследнику австрийского престола эрцгерцогу Францу Фердинанду, который был сводным братом Марии Аннунциаты, в его загородной резиденции в Чехии. Во время пребывания у него в гостях Мария Аннунциата познакомилась с Зигфридом и вскоре было объявлено о помолвке. Пара считалась одной из самых красивых в империи. После этого жених с невестой и её матерью, Марией Терезой, посетили Аделаиду Левенштейн-Вертгейм-Розенбергскую — бабушку Марии Аннунцианты, которая жила в Великобритании.
Спустя два месяца по инициативе Марии Аннунциаты помолвка была расторгнута. Причиной стало психическое расстройство жениха, скорее всего, вызванное падением с лошади в 1899 году во время соревнований.
Мария Аннунциата так никогда и не вышла замуж и не имела детей. Зигфрид также не был женат и не имел потомков.
С 1894 по 1918 год Мария Аннунциата была настоятельницей общины святой Терезы для благородных дам в Пражском Граде.
Наряду со своей матерью Мария Аннунциата была «первой леди» венского двора при дворе своего дяди императора Франца Иосифа после того, как была убита его супруга, императрица Елизавета. В этом качестве она занималась несколькими благотворительными миссиями и покровительствовала францисканской общине Девы Марии в Австрии. В её честь в 1900 году был назван монастырь Аннунциаты в Фурте близ Марии-Анцбах.
Её старший сводный брат, эрцгерцог Франц Фердинанд (убит в 1914 году) был наследником престола, а её второй сводный брат, Отто, был отцом последнего императора, Карла I. Мария Аннунциата сыграла важную роль в организации брака Карла с Цитой Бурбон-Пармской. Летом 1908 года она пригласила своего племянника, которому тогда был 21 год, в чешский курортный город Франценсбад, где Карл впервые познакомился с шестнадцатилетней Цитой. После того, как молодые люди вступили в брак, Мария Аннунциата подолгу жила в семье Циты, в том числе и позднее, в изгнании.
Мария Аннунциата скончалась 8 апреля 1961 года в возрасте 84 лет в Вадуце, Лихтенштейн. Там она и была похоронена в княжеской гробнице.